# Сточкі (Паєнчанський повіт)
Сточкі (пол. Stoczki) — село в Польщі, у гміні Нова Бжезниця Паєнчанського повіту Лодзинського воєводства.
У 1975-1998 роках село належало до Ченстоховського воєводства.